# Xã Middle Creek, Quận Miami, Kansas
Xã Middle Creek (tiếng Anh: Middle Creek Township) là một xã thuộc quận Miami, tiểu bang Kansas, Hoa Kỳ. Năm 2010, dân số của xã này là 1.808 người.